# Newman Centre
Les Newman Centres sont des résidences et des centres catholiques au sein des universités, nommée ainsi en l'honneur de John Henry Newman. Issus des écrits et de la théologie de John Henry Newman ces centres ont pour vocation de développer la place des laïcs catholiques au sein des universités.
Le premier Newman Center a été créé en 1893 à l'Université de Pennsylvanie par Timothy Harrington, un étudiant en médecine, avec John Gilbride, James Walsh avec l'aide du Père PJ Garvey, prêtre de l'église St. James.
Les Newman Centres offrent des services de pastorale et les ministères à la communauté catholique étudiante dans les universités. Toutefois, étant donné que ces centres sont situés sur les campus universitaires, les chrétiens d'autres confessions viennent souvent. Une variété de réunions et d'activités sociales comme des anniversaires, baptêmes, mariages, messes et réceptions funéraires peuvent s'y dérouler. La plupart de ces activités sont issues de la pensée de John Henry Newman lors de sa vie notamment lorsqu'il était à l'Université d'Oxford.

## Liste des Newman Centres

### Canada
- Toronto : Le Newman Center de Toronto est situé au sein de l'Université de Toronto, en face de la bibliothèque Robarts. Il est sous la direction de l'archidiocèse de Toronto et sous le patronage de l'Église Saint Thomas d'Aquin. L'édifice a été construit en 1890 - 1891 par un riche homme d'affaires Wilmot Deloui Matthews. Pour célébrer le mariage de sa fille, Matthews engage l'architecte George M. Miller et le sculpteur Gustav Hahn pour concevoir une salle de bal de style Art nouveau dans sa maison. Après sa mort en 1919, la maison est devenue une résidence pour étudiants catholiques. Les dons de deux grands bienfaiteurs ont permis à la Fondation Newman d'acheter la propriété en 1922 pour la somme de 100 000 $. Il fut l'un des premiers bâtiments à Toronto à recevoir le statut de monument historique de la Fondation du patrimoine de l'Ontario en 1977, non seulement pour son aspect extérieur mais aussi pour les éléments complexes et impressionnants de la conception intérieure.
- Montréal : Le Newman Centre de Montréal est situé juste à côté du campus de l'Université McGill. En 1954, le Père Emmett Carter (plus tard archevêque de Toronto) a acheté cette résidence privée. Les fonds pour cette acquisition ont été levés par une association de laïcs catholiques. Le Centre Newman continue à être administré aujourd'hui par l'Association Newman de Montréal.
- l'Université Queen's à Kingston a un Centre Newman.
- Université de la Colombie-Britannique à Vancouver a un Centre Newman.
- Université de la Saskatchewan de Saskatoon possède un Newman Centre
- Le St. John's Catholic Newman Center de l'Université de l'Illinois à Urbana-Champaign anciennement connu sous le nom de Newman Foundation, est le plus grand du pays et a été considéré comme un des centres Newman modèle aux États-Unis.

## Liste des Newman Center
On compte plus de 263 Newman Centre aux États-Unis.
- 44 en Europe, dont 23 au Royaume-Uni.
- 5 en Amérique Latine,
- 12 en Asie

## Articles externes
- Liste de Newman Centres américains, mise à jour par le Centre Newman à Caltech